# Ciohorăni
Ciohorăni é uma comuna romena localizada no distrito de Iaşi, na região de Moldávia. A comuna possui uma área de 12.69 km² e sua população era de 2100 habitantes segundo o censo de 2007.